# Navegación a vela

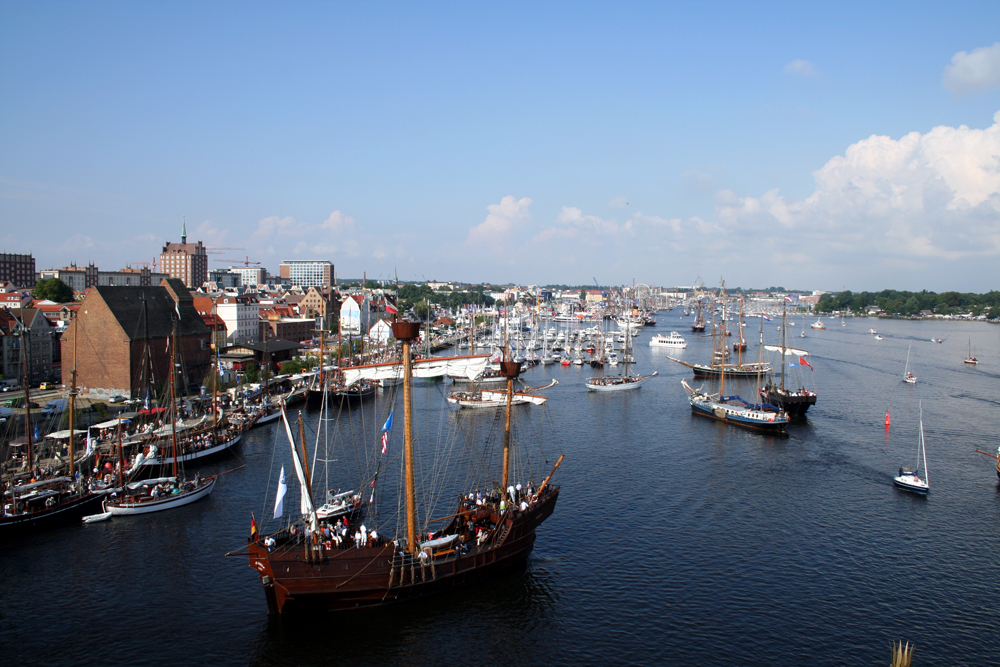
Hanse Sail, Rostock

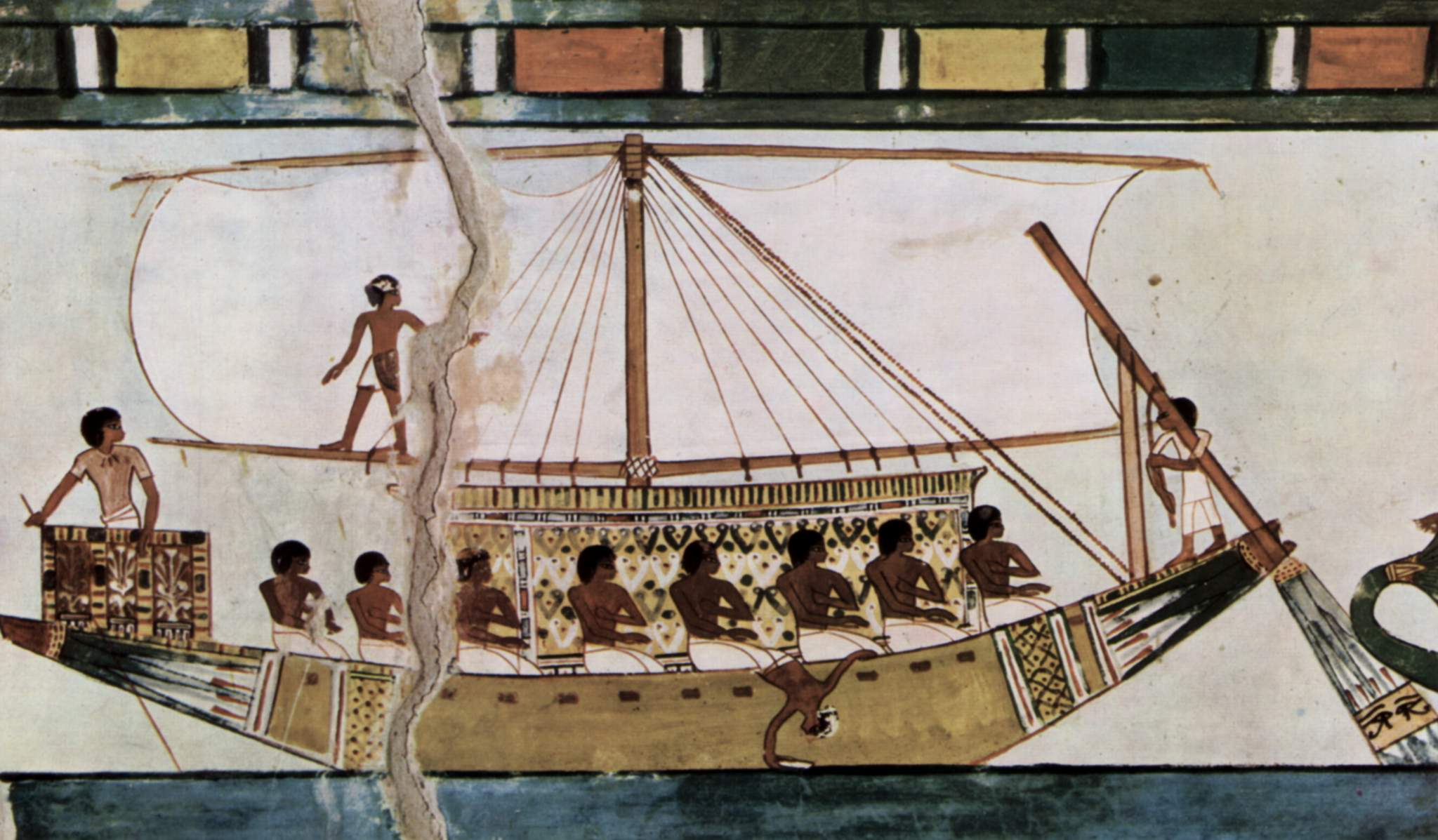
Embarcación a vela en una ilustración egipcia (años 1422-1411 a. C.)

Navegación a vela es un tipo de navegación marítima, fluvial o lacustre que se realiza con una embarcación a vela. Ha sido de una importancia crucial, tanto en la actividad comercial (explotación pesquera, transporte marítimo, transporte fluvial, etc.) como en la guerra naval, hasta la aparición de nuevas técnicas de propulsión naval.
La navegación a vela se basa en la física de las velas, ya que éstas obtienen potencia del viento, generando tanto empuje como resistencia. En un rumbo determinado, las velas se colocan en un ángulo que optimiza el desarrollo de la fuerza del viento, según lo determinado por el viento aparente, que es el viento que se percibe desde una embarcación en movimiento. Las fuerzas transmitidas a través de las velas son resistidas por las fuerzas del casco, la quilla y el timón de una embarcación de vela, por las fuerzas de los patines de una embarcación de hielo o por las fuerzas de las ruedas de una embarcación de vela terrestre para permitir el gobierno del rumbo. Esta combinación de fuerzas significa que es posible navegar con un rumbo de ceñida, así como con un rumbo de popa.
En la actualidad es un tipo de navegación que prácticamente solo se realiza como deporte.

## Historia

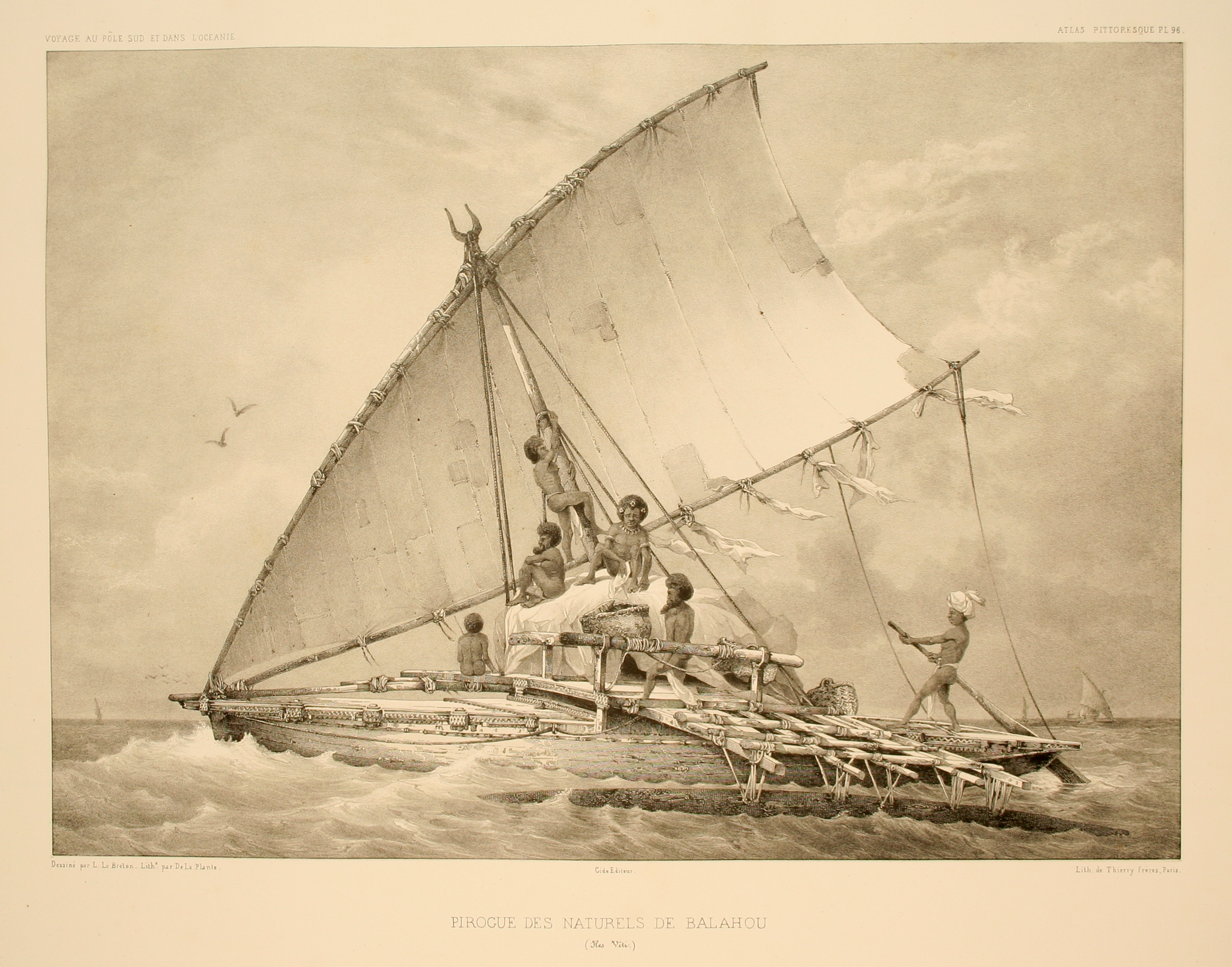
Barco de Fiyi tipo canoa polinesia con una vela triangular con aparejo proa-popa.

A lo largo de la historia, la navegación a vela ha sido una forma de propulsión clave que permitía una mayor movilidad que los viajes por tierra, ya fuera para la exploración, el comercio, el transporte o la guerra, y que aumentaba la capacidad de pesca, en comparación con la realizada desde la costa.
Los primeros aparejos cuadrados generalmente no podían navegar a menos de 80° del viento, mientras que los primeros aparejos de proa y popa podían navegar a 60-75° del viento. Más tarde, las embarcaciones con aparejo cuadrado también pudieron navegar a barlovento, y se convirtieron en el estándar para los barcos europeos durante la Era de los Descubrimientos, cuando las embarcaciones se aventuraron alrededor de África a la India, a América y alrededor del mundo. Los barcos de vela se hicieron más largos y rápidos con el paso del tiempo, y los buques aparejados llevaban mástiles más altos con velas más cuadradas. La Era de la navegación a vela (1570-1870) alcanzó su punto álgido en los siglos XVIII y XIX con barcos mercantes de vela que podían viajar a velocidades superiores a las de los recién introducidos barcos de vapor.

### Exploración e investigación

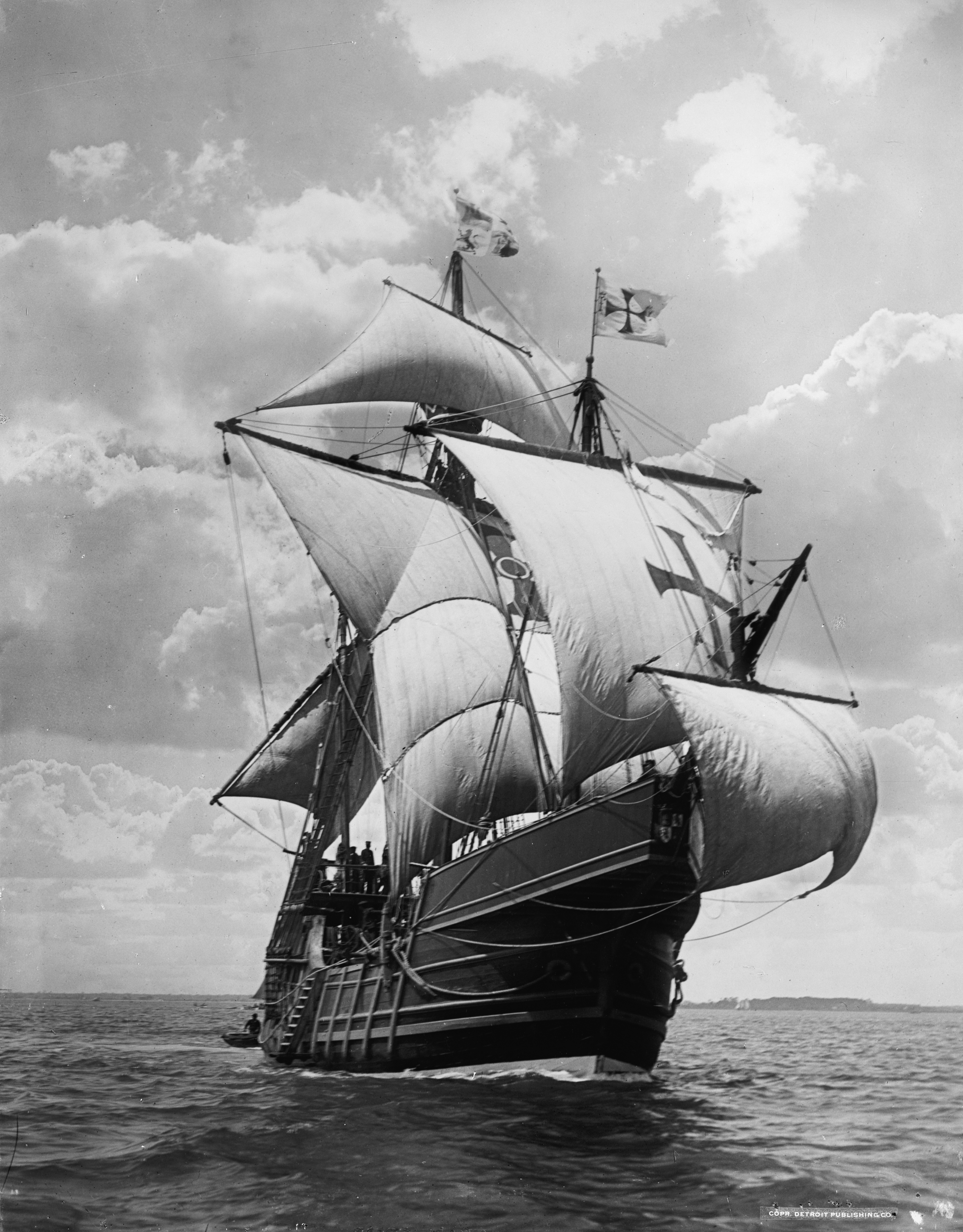
Réplica de la carabela de Cristóbal Colón, Santa María a vela.

Los pueblos austronesios navegaron desde lo que hoy es el sur de China y Taiwán con de Catamaráns o embarcaciones tipo canoa polinesia, y velas triangulares, que permitió la Expansión Austronesia en torno al 3000 a 1500 a. C. hacia las islas del sudeste ssiático marítimo, y de ahí a Micronesia, Melanesia insular, Polinesia y Madagascar. Recorrieron grandes distancias en mar abierto en canoa con balancín utilizando métodos de navegación tales como cartas de palo.
En la época de la Era de los Descubrimientos -que comenzó en el siglo XV- las embarcaciones de aparejo cuadrado y varios mástiles eran la norma y se guiaban por técnicas de navegación que incluían la brújula magnética y la realización de avistamientos del sol y las estrellas que permitían realizar viajes transoceánicos.
Durante la Era de los Descubrimientos, los barcos de vela participaron en los viajes europeos alrededor de África hasta China y Japón, y a través del océano Atlántico hasta América del Norte y del Sur. Más tarde, los veleros se aventuraron en el Ártico para explorar las rutas marítimas del norte y evaluar los recursos naturales. En los siglos XVIII y XIX, los veleros realizaban estudios hidrográficos para elaborar cartas de navegación y, en ocasiones, llevaban científicos a bordo, como en los viajes de James Cook y el Segundo viaje del HMS Beagle con el naturalista Charles Darwin.

### Comercio

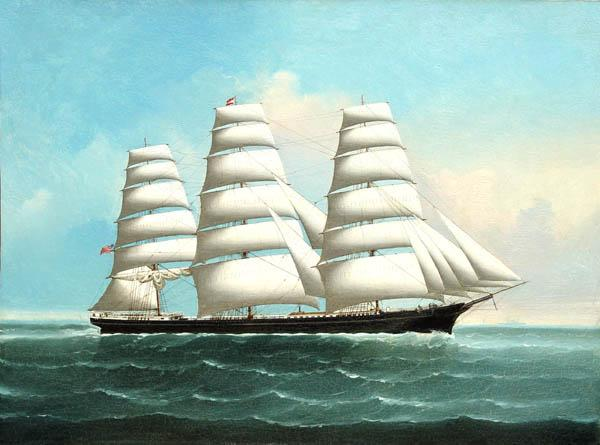
Un Clíper americano de finales del.

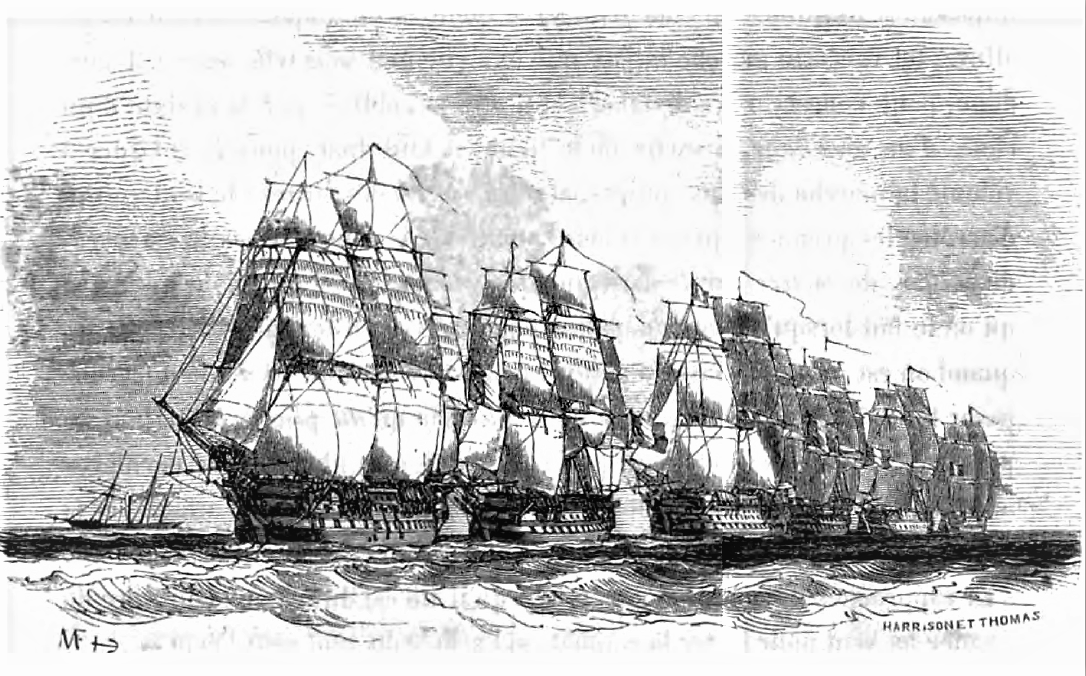
Una escuadra francesa formando una línea de batalla hacia 1840.

A principios del siglo XIX, las rápidas goletas y bergantines de bloqueo -Baltimore Clipper- evolucionaron hacia buques de vela de tres palos, típicamente aparejados con líneas finas que mejoraban la velocidad, pero disminuían la capacidad de carga de alto valor, como el té de China. Los mástiles alcanzaban una altura de 100 pies (30,5 m) y eran capaces de alcanzar velocidades de 19 nudos (35 km/h), lo que permitía travesías de hasta 465 millas náuticas (861 km) cada 24 horas. Los clippers dieron paso a buques más voluminosos y lentos, que pasaron a ser económicamente competitivos a mediados del siglo XIX. Surgieron planes de navegación con sólo velas de proa y popa (goletas), o una mezcla de ambas (bergantínes, barcas y bergantín-goletas). Las goletas costeras de vela superior, con una tripulación de tan sólo dos personas que se encargaban del manejo de las velas, se convirtieron en una forma eficiente de transportar carga a granel, ya que sólo era necesario atender las velas de proa mientras la bordada y la maquinaria a vapor solía estar disponible para izar las velas y el ancla.
Los barcos de vela con casco de hierro representaron la última evolución de los barcos de vela al final de la Era de la Navegación con Vela. Se construyeron para transportar carga a granel durante largas distancias en el siglo XIX y principios del XX. Eran los más grandes de los veleros mercantes, con tres a cinco mástiles y velas cuadradas, así como otros planos de vela. Transportaban cargas a granel entre continentes. Los veleros con casco de hierro se construyeron principalmente desde la década de 1870 hasta 1900, cuando los barcos de vapor empezaron a superarlos económicamente, debido a su capacidad para mantener un horario independientemente del viento.  Los cascos de acero también sustituyeron a los de hierro más o menos en la misma época. Incluso en el siglo XX, los barcos de vela podían mantenerse en viajes transoceánicos como el de Australia a Europa, ya que no necesitaban carbonera para el carbón ni agua dulce para el vapor, y eran más rápidos que los primeros barcos de vapor, que normalmente apenas podían alcanzar 8 nudos (15 km/h). Finalmente, la independencia de los barcos de vapor respecto al viento y su capacidad para tomar rutas más cortas, pasando por el Canal de Panamá y el de Suez, hicieron que los barcos de vela no fueran rentables.

### Poder naval
Hasta la adopción generalizada de carvel-barcos construidos con una estructura interna de esqueleto para soportar el peso del barco y para que las bocas de los cañones se cortaran en el costado, los veleros eran sólo vehículos para entregar cazas al enemigo para el combate. Hacia el año 1500, los puerto de armas permitían a los barcos de vela navegar junto a un buque enemigo y disparar un broadside de múltiples cañones. Este desarrollo permitió que las flotas navales se dispusieran en una línea de batalla, por lo que, los de guerra mantendrían su lugar en la línea para enfrentarse al enemigo en una línea paralela o perpendicular.

## Aplicaciones modernas

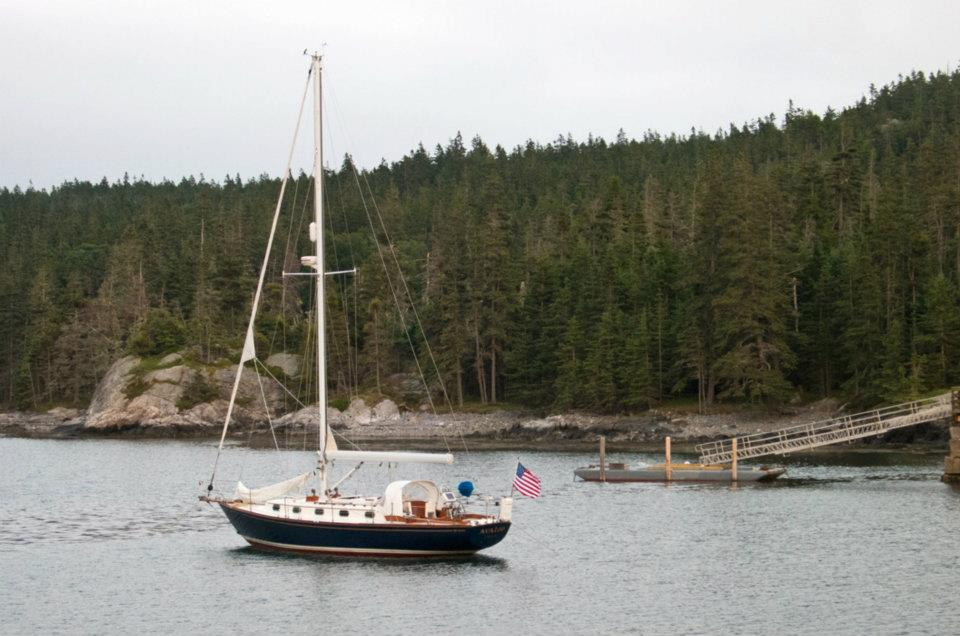
Yate de vela de crucero anclado en puerto Duck en la isla au Haut, Maine.

Comanche partiendo de Newport, Rhode Island hacia Plymouth, Inglaterra en la Competencia Transatlántica Rolex 2015.

Aunque el uso de los barcos de vela para el comercio o el poder naval ha sido suplantado por los barcos con motor, sigue habiendo operaciones comerciales que llevan a los pasajeros en cruceros de vela. Las armadas modernas también emplean buques de vela para formar a los cadetes en marinería. El ocio o el deporte representan la mayor parte de la navegación en barcos modernos.

### Recreo
La navegación de recreo puede dividirse en dos categorías, la navegación de día, en la que se baja del barco para pasar la noche, y la navegación de crucero, en la que se permanece a bordo.
La navegación diurna permite principalmente experimentar el placer de navegar en un barco. No se requiere ningún destino. Es una oportunidad para compartir la experiencia con otros. Una variedad de embarcaciones sin alojamiento para pasar la noche, con tamaños que van desde 3 m hasta más de 10 m, pueden ser consideradas como de navegación diurna.
Un crucero en un yate de vela puede realizarse cerca de la costa o de paso fuera de la vista de ierra y conlleva el uso de veleros que soportan el uso sostenido de la noche. Las zonas de crucero costero incluyen áreas del Mediterráneo y el Mar Negro, Europa del Norte, Europa Occidental e islas del Atlántico Norte, África Occidental y las islas del Atlántico Sur, el Caribe y regiones de América del Norte y Central. Las travesías a vela se producen en rutas que atraviesan los océanos de todo el mundo. Existen rutas circulares entre América y Europa, y entre Sudáfrica y Sudamérica. Hay muchas rutas desde América, Australia, Nueva Zelanda y Asia hasta destinos insulares en el Pacífico Sur. Algunos cruceros circunnavegan el globo terráqueo.

### Deporte
La vela como deporte se organiza de forma jerárquica, empezando por el nivel de los clubes náuticos y llegando hasta las federaciones nacionales e internacionales; puede implicar yates de competición, barcos de vela, u otras embarcaciones de vela pequeñas y abiertas, incluyendo botes de hielo y yates de tierra. Las regatas de veleros se rigen por World Sailing y la mayoría de los formatos de regatas utilizan el Reglamento de Regatas a Vela. Comprende una variedad de disciplinas diferentes, entre ellas:
- Las regatas oceánicas, que se celebran en largas distancias y en aguas abiertas, suelen durar varios días e incluyen la circunnavegación mundial, como la Vendée Globe y la The Ocean Race.[26]
- Regatas de flota, en las que participan varios barcos en una regata que comprende varias regatas o series.[27]
- Las regatas de match race consisten en que dos barcos compiten entre sí, como se hace con la Copa América, compitiendo por cruzar una línea de meta, en primer lugar.[28]
- Regatas por equipos entre dos equipos de tres barcos cada uno en un formato análogo al de las regatas de match race.[29]
- Navegación de velocidad para establecer nuevos récords para diferentes categorías de embarcaciones con la supervisión del Consejo Mundial de Récords de Velocidad.[25][30]
- El windsurf tiene una variedad de disciplinas propias de ese deporte.[31]

## Modalidades de navegación con respecto al viento
- Navegar en ceñida: cuando el rumbo de la embarcación es cercano a la dirección del viento, entrándole el viento por la amura.
- Navegar a un descuartelar: cuando un barco navega entre el rumbo de ceñida y el de través.
- Navegar de través: cuando el barco recibe el viento por un costado (través) con un ángulo de unos 90°.
- Navegar a un largo (navegación): cuando recibe el viento por la aleta.
- Navegar en popa: cuando recibe el viento con la misma dirección que su rumbo, entrando el viento por su popa
- Navegar amurado a estribor: cuando la embarcación recibe el viento por la banda de estribor.
- Navegar amurado a babor: cuando se recibe el viento por la banda de babor.

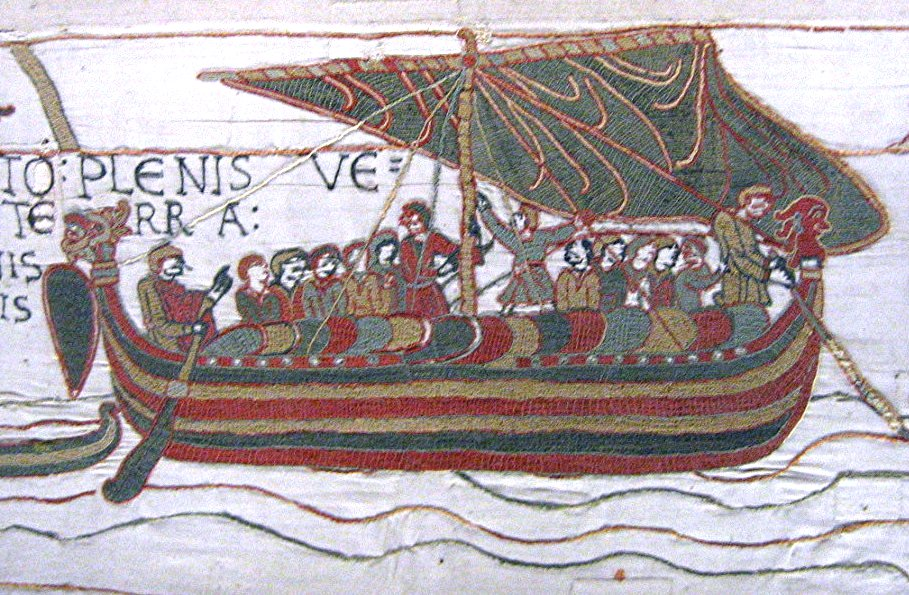
Drakkar vikingo.

## Títulos
En España, los títulos que autorizan a gobernar embarcaciones de recreo de vela, dependiendo del límite de distancia de la costa, y en función de su eslora, son:
- Patrón de Navegación Básica
- Patrón de Embarcaciones de Recreo
- Patrón de Yate
- Capitán de Yate

En Argentina (otorgado por la Prefectura Naval Argentina)
- Timonel de Yate a Vela-motor
- Patrón de Yate
- Piloto de Yate

En Venezuela (otorgado por el Instituto Nacional de los Espacios Acuáticos) y establecidos en el Artículo 248 de la Ley General de Marinas y Actividades Conexas del año 2014, que trata sobre las licencias de la Marina Deportiva y Recreacional:
- Capitán de Yate
- Patrón Deportivo de Primera
- Patrón Deportivo de Segunda
- Patrón Deportivo de Tercera